# ولیچوکی
ولیچوکی (به لاتین: Velichovky) یک ناحیه در جمهوری چک است که در Náchod District واقع شده‌است.

## خصوصیات
ولیچوکی ۷٫۹۶ کیلومترمربع مساحت و ۷۴۶ نفر جمعیت دارد و ۳۰۲ متر بالاتر از سطح دریا واقع شده‌است.